# De Appel

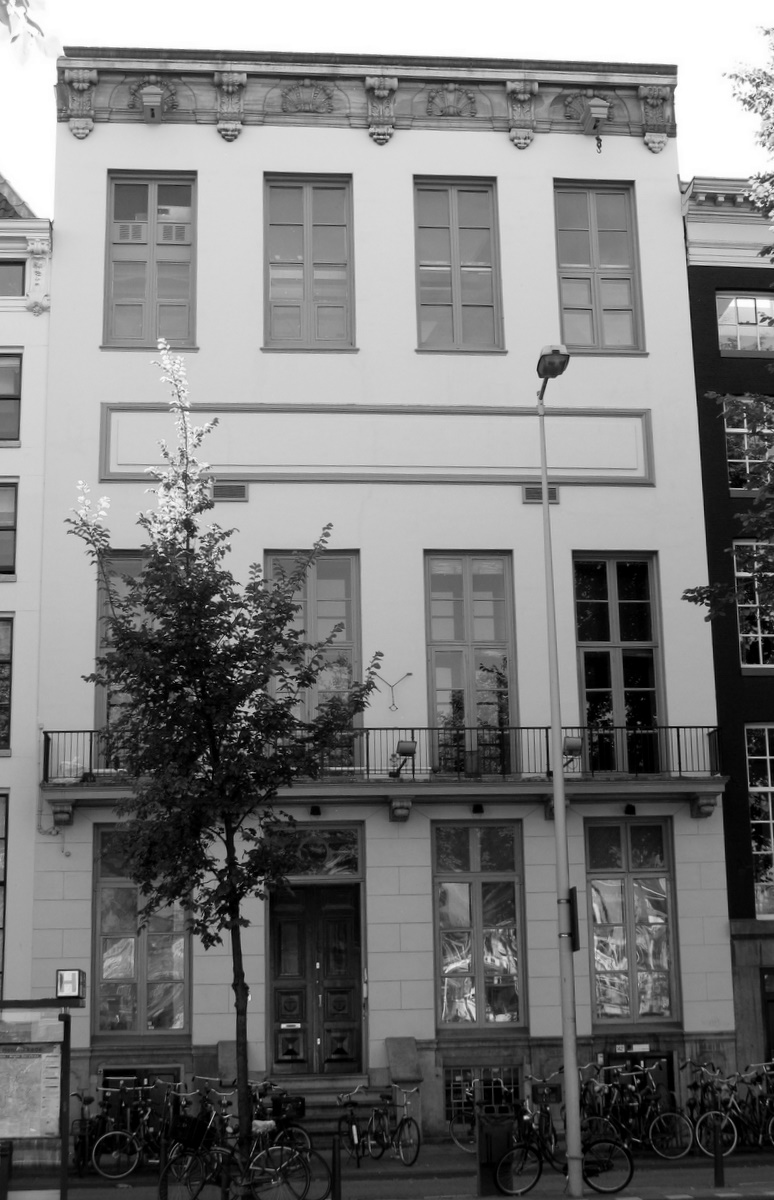
Prins Hendrikkade 142, Amsterdam

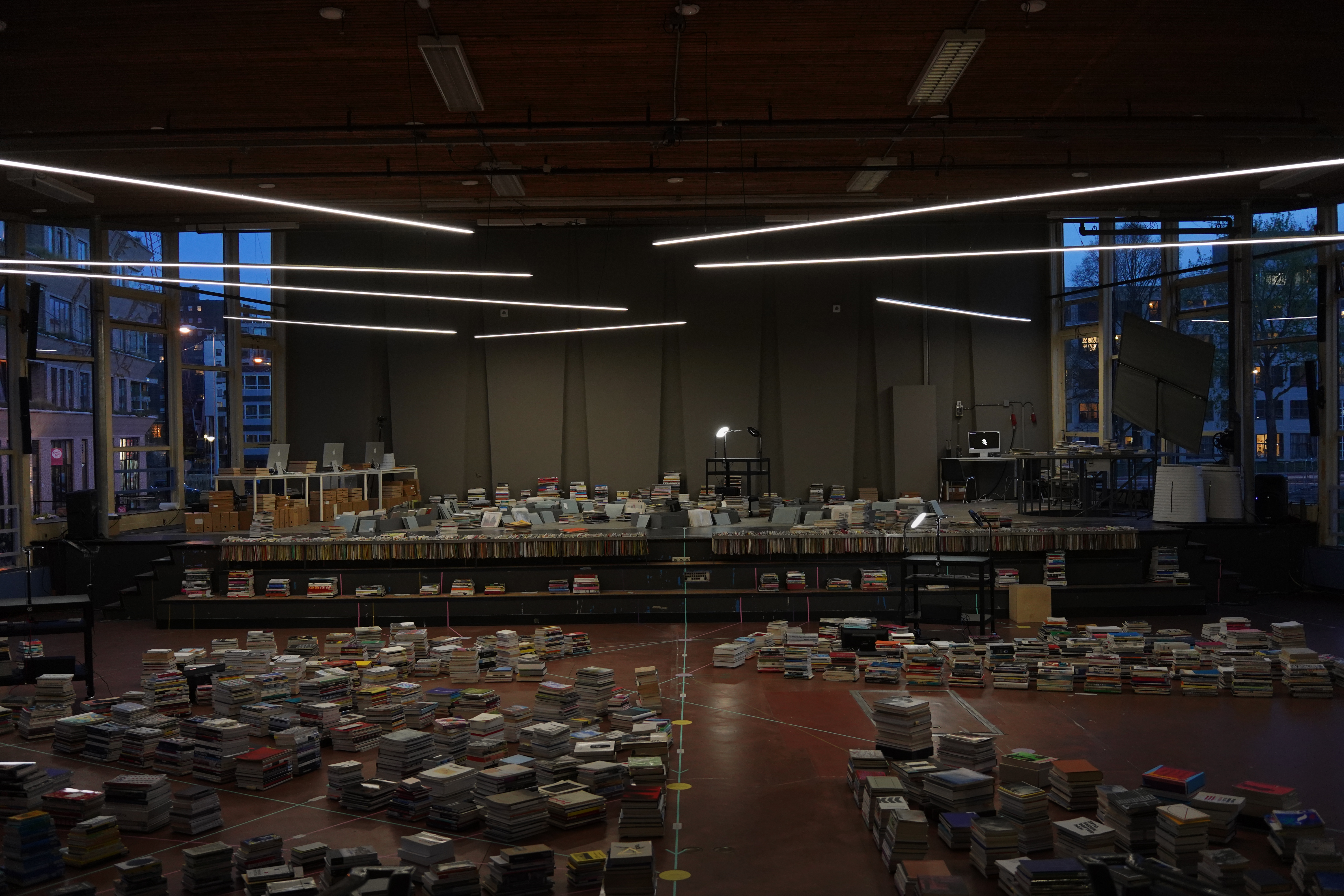
Schipluidenlaan 12, Amsterdam

de Appel is een centrum voor hedendaagse kunst in Amsterdam. 
Het centrum bestaat sinds 1975 en was achtereenvolgend op verschillende locaties gevestigd. In De Appel vinden tentoonstellingen, performances en andere activiteiten plaats. Het internationaal georiënteerde centrum toont werk van kunstenaars die soms nog weinig bekend zijn. Sinds 1994 biedt De Appel ook een acht maanden durende opleiding tot curator en vanaf 2012 ook tot galeriehouder. Ook is er voor research- en referentiedoeleinden een uitgebreide bibliotheek met archief te vinden met betrekking tot de hedendaagse kunst vanaf 1975.

## Geschiedenis
De oprichter was Wies Smals en in het begin was het centrum gehuisvest aan de Brouwersgracht, in een voormalig pakhuis met de naam 'De Appel' dat rond 1650 gebouwd was in opdracht van de koopman Claesz Appel. In de beginjaren waren er installaties, mediakunst en vooral performances. Performance was in de jaren 70 nog geen algemeen geaccepteerde kunstvorm in Nederland. 
In de tijd van directeur Saskia Bos verhuisde De Appel in 1984 naar het Prinseneiland 7. Onder haar leiding kreeg de Appel internationaal meer bekendheid en lag de focus meer op tentoonstellingen van jong talent. Vanaf 1993/94 tot en met 2008 bevond de Appel zich op de Nieuwe Spiegelstraat 10. In 2009 had de Appel geen vaste tentoonstellingsruimte en werd er uitgeweken naar een aantal externe locaties zoals Theater Frascati, de Stadsschouwburg Amsterdam, de Westergasfabriek en de Tolhuistuin. Ann Demeester volgde in 2006 Saskia Bos op. 
de Appel verhuisde in februari 2010 naar de voormalige jongensschool in de Eerste Jacob van Campenstraat 59 in de Amsterdamse stadsbuurt De Pijp. Het pand werd aan het einde van de negentiende eeuw gebouwd als een openbare basisschool ‘3e klasse’ voor jongens, in het destijds in hoog tempo ontluikende stadsdeel annex de arbeiderswijk De Pijp. Nadien heeft het verschillende functies gekend; van musicologische bibliotheek tot vakschool voor vroedvrouwen en atelierruimtes.
de Appel kreeg in 2012 een onderkomen in een daartoe verbouwd pand, aan de Prins Hendrikkade 142. De opening door prinses Máxima vond plaats op 23 mei 2012. Het gebouw, oorspronkelijk een woonhuis van een vermogende Amsterdamse tabakshandelaar en lid van de V.O.C. Agges Scholten, dateert van ca. 1730. Gedurende een deel van de negentiende eeuw diende het als sociëteit van het College Zeemanshoop (een onderlinge verzekeringsmaatschappij voor zeevarenden), later werd het gebruikt als school. In de twintigste eeuw was het onder meer het onderkomen van de Amsterdamse afdeling van de AJC, cultureel jongerencentrum Fantasio, meditatiecentrum De Kosmos, spiritueel centrum Oibibio en het Nationaal Pop Instituut. In 2012 werd het pand volledig gerestaureerd. Op 1 februari 2014 nam Ann Demeester afscheid, per 1 juni werd zij opgevolgd door Lorenzo Benedetti, die daarvoor sinds 2008 directeur was van de Vleeshal. Niels van Tomme volgde in 2016 Benedetti op.
Sinds februari 2017 is de Appel gehuisvest in het gebouw van de voormalige Christelijke Scholengmeenschap Pascal op de Schipluidenlaan 12 in Nieuw-West. Lara Khaldi volgde in januari 2023 Monika Szewczyk op als nieuwe artistiek directeur. Daarvoor was ze lid van het curatoren team van Documenta 15. Per 2024 is de Appel gehuisvest aan de Tolstraat 160 in de Diamantbuurt.

## In de media
Het collectief KIRAC maakte in 2016 een analyse op de expositie van Saskia Noor van Imhoff via hun eigen YouTube kanaal. 